# Alfa del Llangardaix
Alfa del Llangardaix (α Lacertae) és l'estel més brillant en la constel·lació Lacerta, el llangardaix, de magnitud aparent +3,76. Es troba a 102 anys llum de distància del Sistema Solar.
Alfa del Llangardaix és un estel blanc de la seqüència principal de tipus espectral A1V amb una temperatura superficial de 9200 K. La seva lluminositat equival a la de 27 sols i el seu radi és el doble del radi solar. De característiques físiques similars a la coneguda Sírius, la seva menor lluentor és conseqüència de la distància, ja que està unes dotze vegades més allunyada que aquesta. La velocitat de rotació d'Alfa del Llangardaix és d'almenys 146 km/s, completant un gir en menys de 17 hores. Amb una massa doble que la massa solar es pensa que és un estel relativament jove, que fa poc ha iniciat la fusió d'hidrogen entrant en la seqüència principal.
Un estel de magnitud 12 a 36 segons d'arc forma una doble òptica al costat d'Alfa del Llangardaix. És també un estel blanc (de tipus A5) però unes 27 vegades més distant.